# Grande Prêmio do Cinema Brasileiro de Melhor Atriz
Grande Prêmio do Cinema Brasileiro de Melhor Atriz ou Grande Otelo de Melhor Atriz é um dos prêmios oferecidos pela Academia Brasileira de Cinema (ABCAA), entregue em honra às atrizes que trabalham na indústria cinematográfica e são consideradas as melhores de cada ano. As indicações são feitas pelos atores e atrizes membros da Academia. O prêmio é organizado e votado pelos próprios profissionais que compõem a Academia.
Os anos das premiações correspondem ao ano da realização da cerimônia, ao qual concorrem as obras lançadas ao ano anterior. Em 2007 não houve premiação, os candidatos deste ano concorram junto aos candidatos do ano posterior na cerimônia de 2008.
Na fase de indicação, as cinco obras de cada categoria que passarão para a etapa seguinte são escolhidas pelos membros do Conselho Acadêmico da Academia, por meio dede uma cédula de votação eletrônica com a lista completa de todos os concorrentes. Terminado o processo de apuração do primeiro turno, uma nova relação com os cinco escolhidos em cada categoria é enviada ao Conselho Acadêmico, que escolhe, então, os vencedores. Nas duas etapas, a votação é secreta e a abertura das cédulas é realizada pela Price.
Em razão de empates na fase de indicação, a categoria apresentou excepcionalmente mais que cinco candidatas nas edições de 2006, 2016 e 2017. Foram, respectivamente, oito, seis e seis indicadas.
A indicada mais jovem é Roberta Rodrigues, ela tinha 20 anos quando foi nomeada pelo papel em Cidade de Deus, em 2003. A vencedora mais jovem é Alice Braga, que ganhou o prêmio aos 23 anos por seu papel em Cidade Baixa. Fernanda Montenegro é a atriz mais velha a ser indicada e também a atriz mais velha a vencer a categoria, aos 76 anos, pelo filme O Outro Lado da Rua.
Dira Paes é a atriz com mais vitórias, totalizando 3 prêmios. Seguem Glória Pires, Leandra Leal, Marcélia Cartaxo, Regina Casé, com 2 prêmios cada. A atriz que acumula mais nomeações é Dira Paes, com 11. Em seguida, vêm Andréa Beltrão com 8, Glória Pires com o total de 7 nomeações, sendo a única atriz a ser indicada 2 vezes por a mesma personagem. Seguem Leandra Leal, Débora Falabella e Fernanda Torres com 5 indicações, e Fernanda Montenegro e Júlia Lemmertz, todas com 4.

## Vencedoras e indicadas
Na tabela a seguir, os anos estão listados de acordo com a realização da cerimônia dos prêmios da Academia Brasileira de Cinema e, em geral, correspondem ao ano seguinte de lançamento do filme no Brasil.

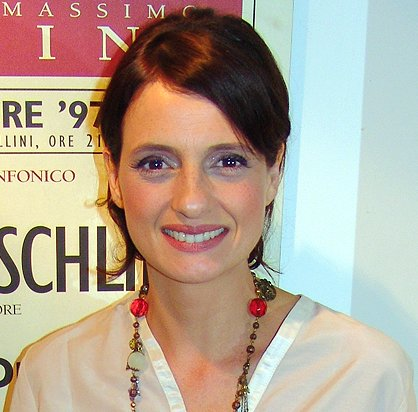
Denise Fraga foi a primeira vencedora, por Por Trás do Pano (2000).

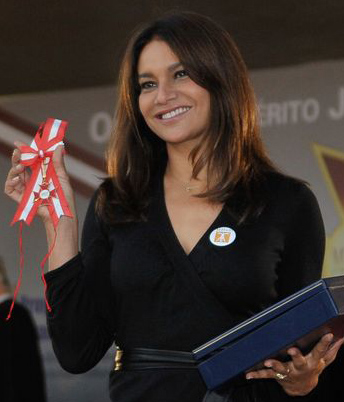
Dira Paes é atriz com mais indicações e prêmios, somando três troféus por À Beira do Caminho (2013), Veneza (2022) e Pureza (2023).

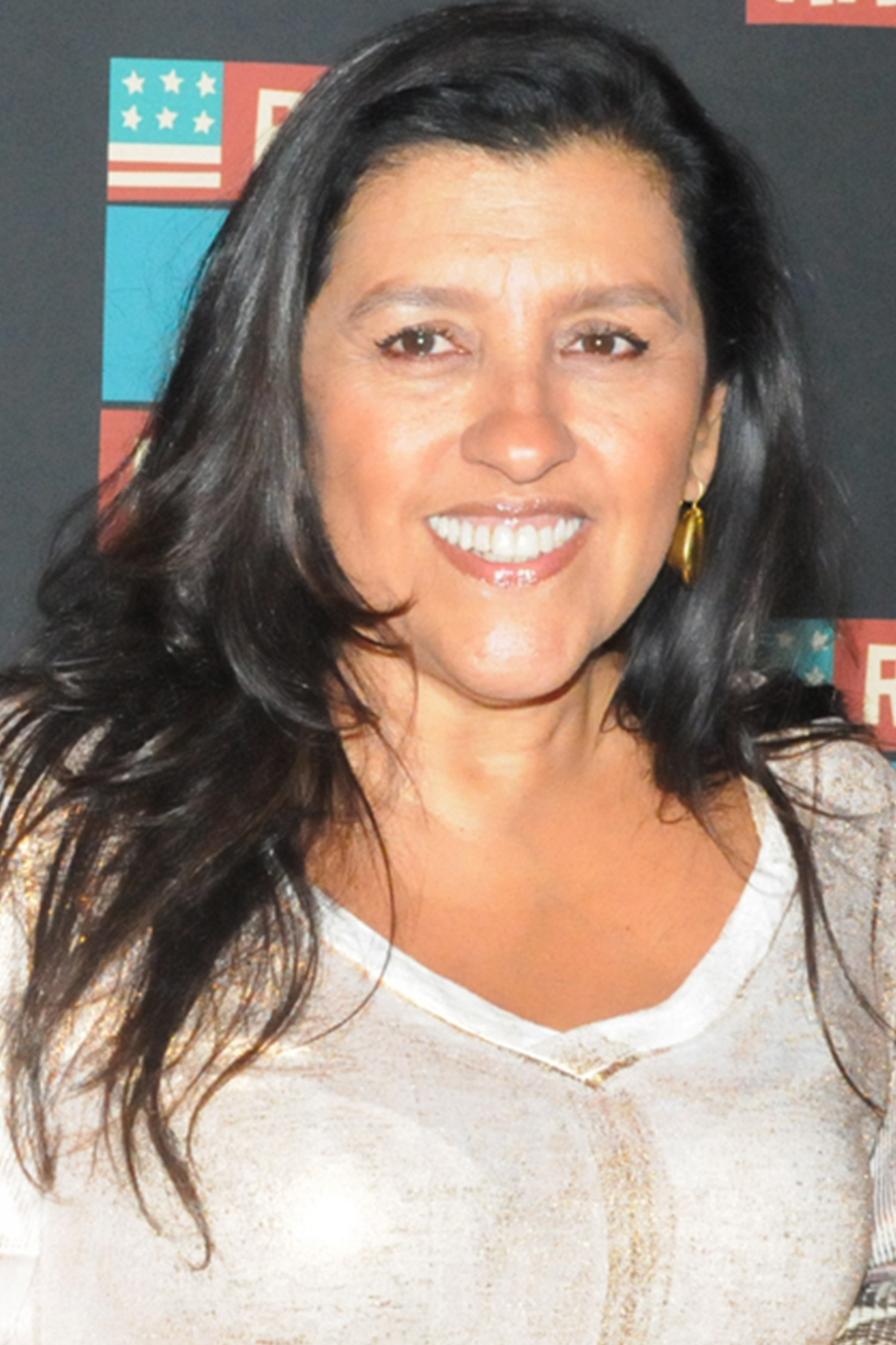
Regina Casé venceu duas de suas duas indicações, por Eu, Tu, Eles (2001) e Que Horas Ela Volta? (2016).

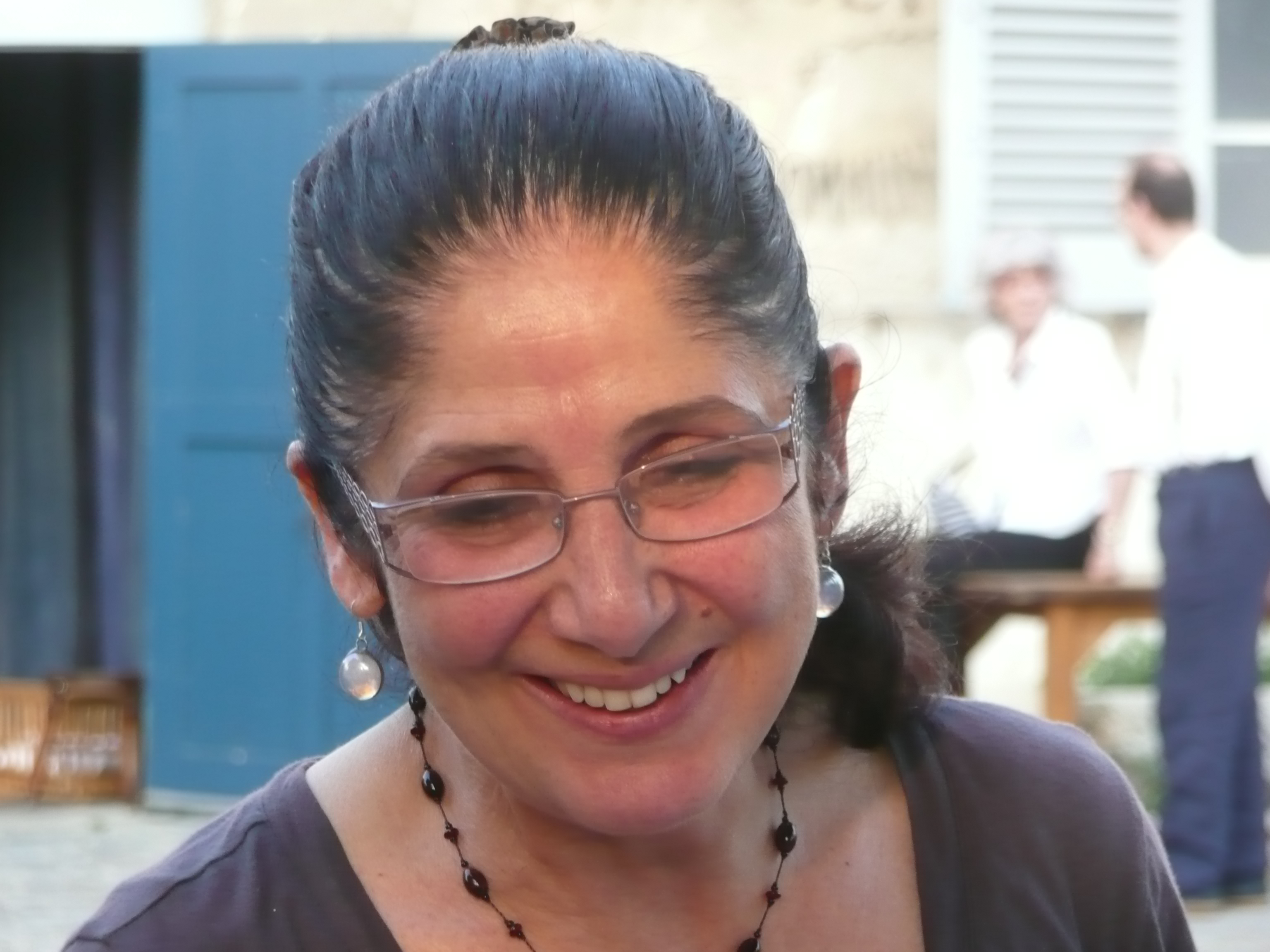
Juliana Carneiro da Cunha venceu por Lavoura Arcaica (2002).

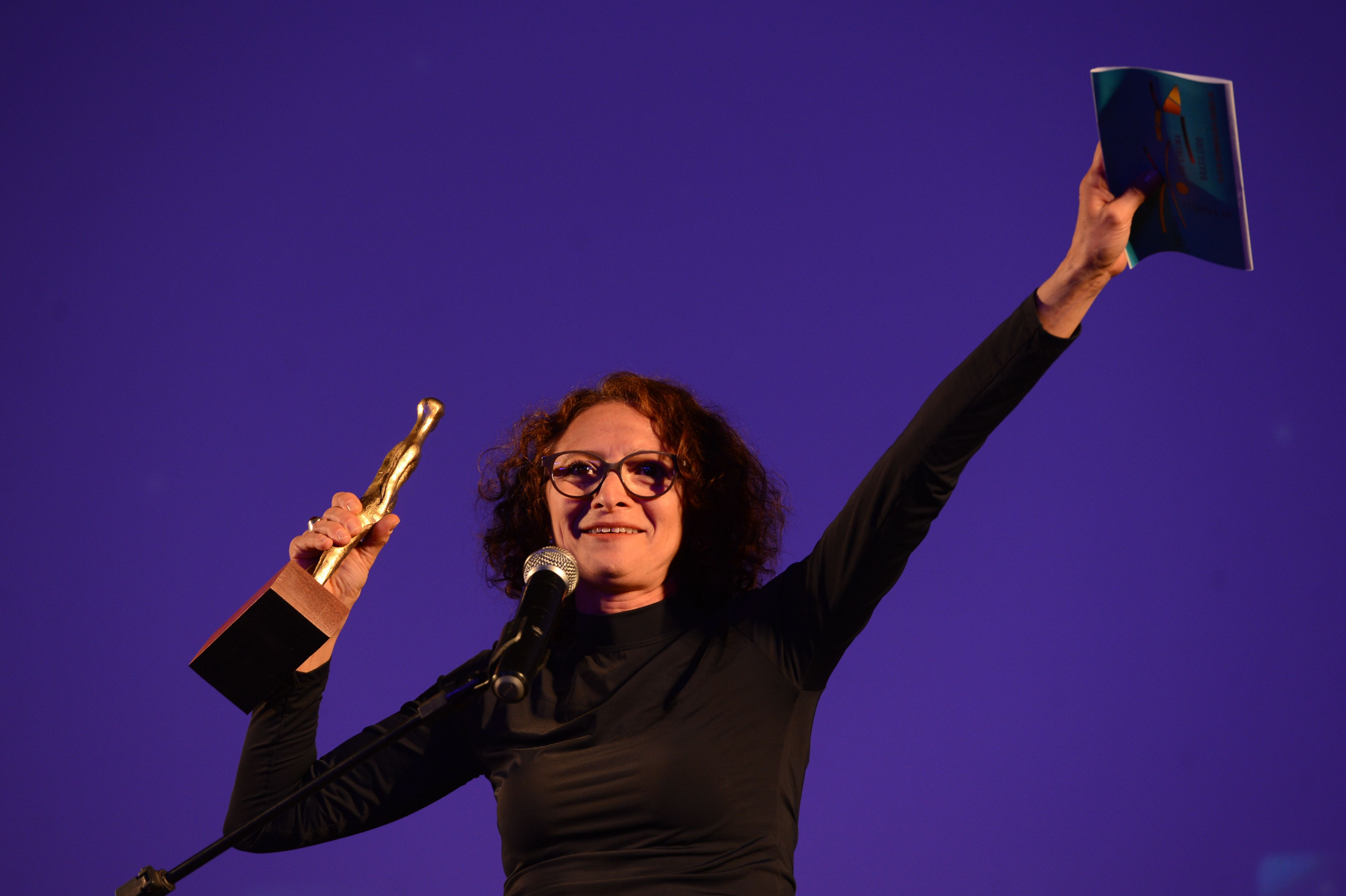
Marcélia Cartaxo conquistou o prêmio por Madame Satã (2003).

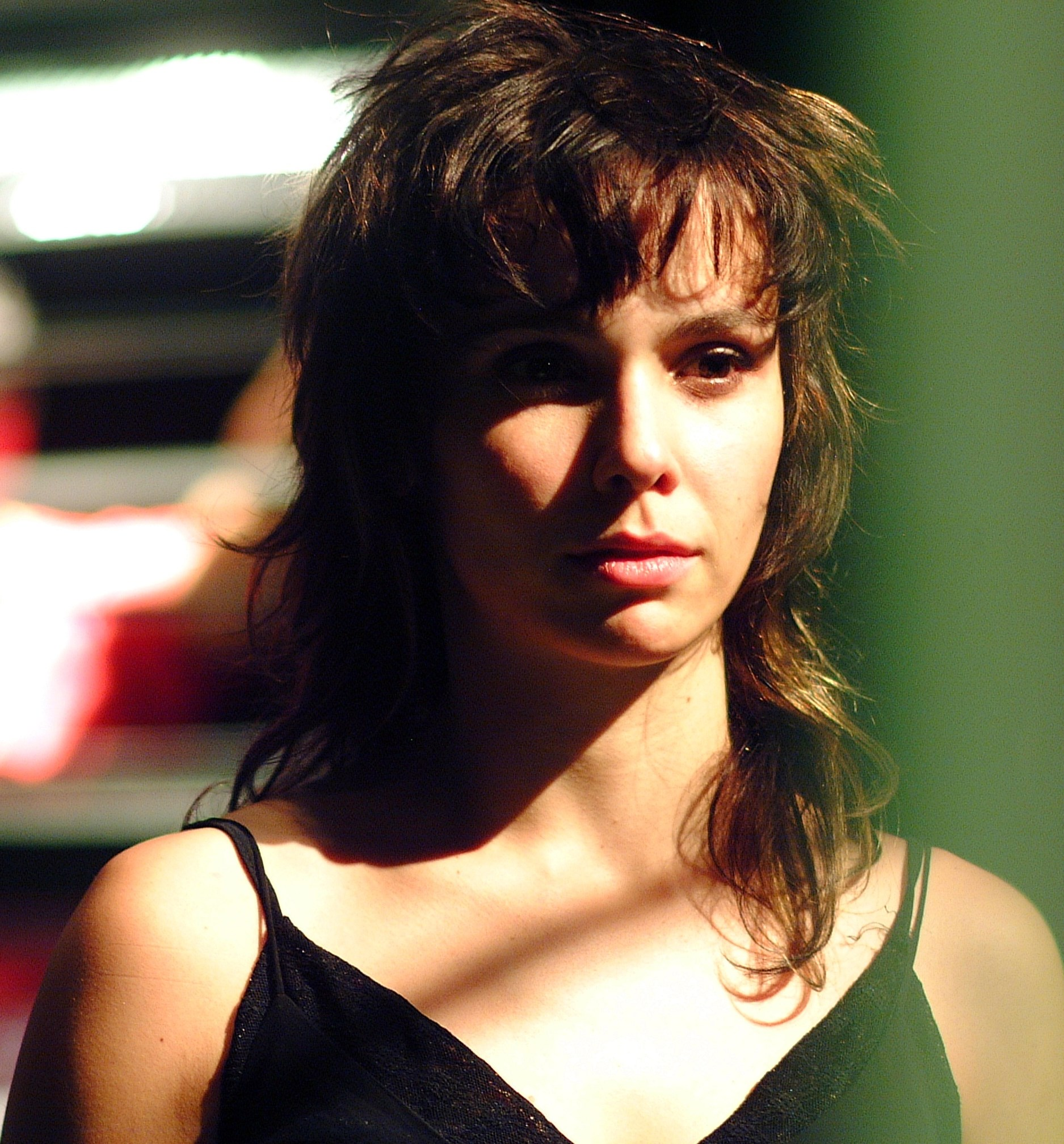
Débora Falabella venceu a categoria por 2 Perdidos numa Noite Suja (2004).

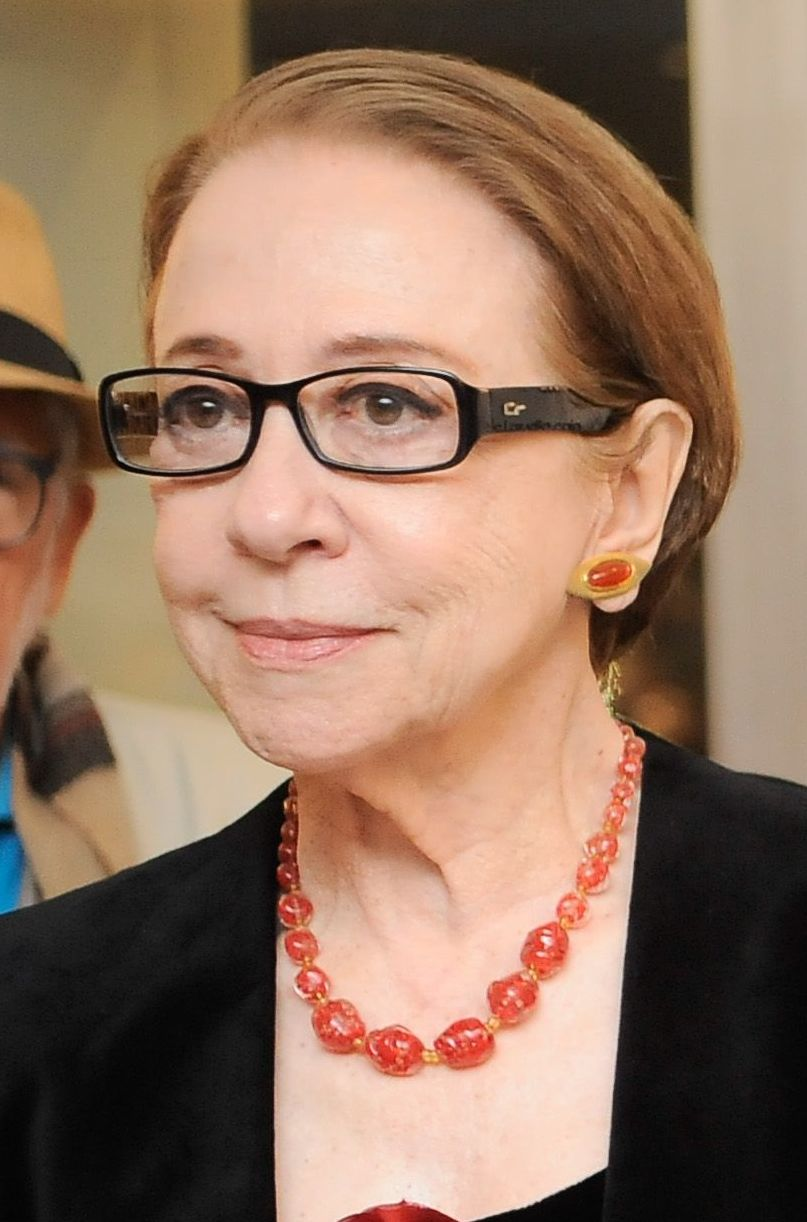
Fernanda Montenegro venceu uma de suas quatro indicações, por O Outro Lado da Rua (2005).

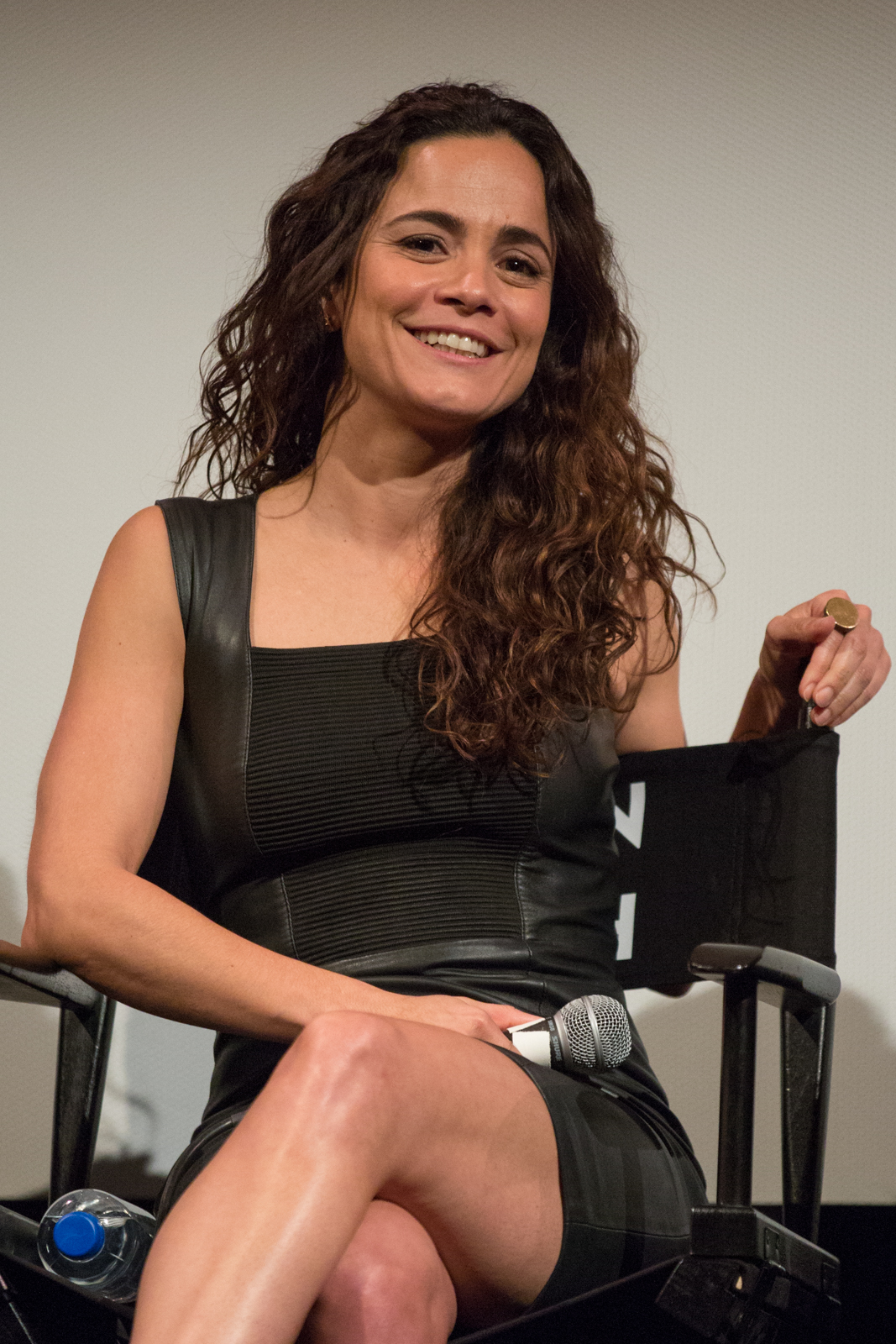
Alice Braga venceu em 2006, por Cidade Baixa.

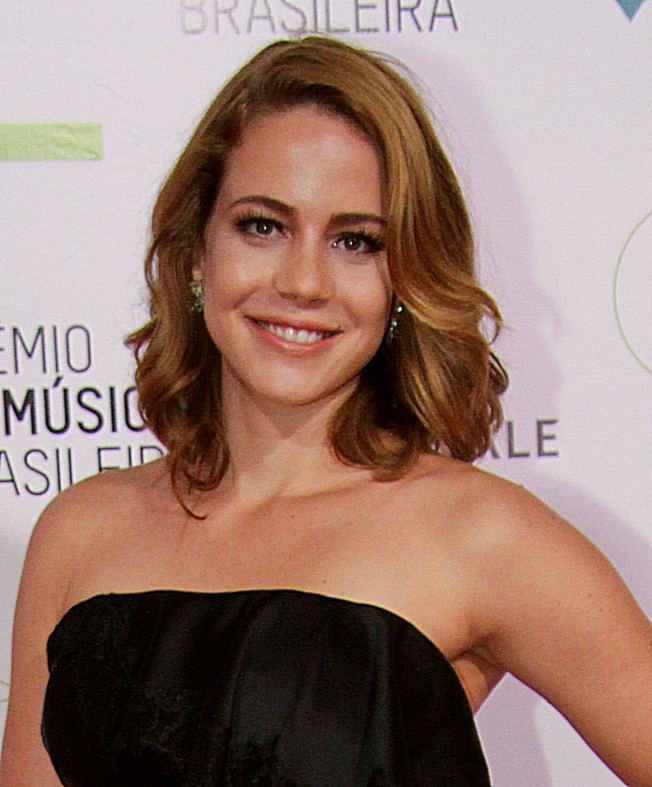
Leandra Leal venceu duas de suas cinco indicações, por Nome Próprio (2009) e O Lobo Atrás da Porta (2015).

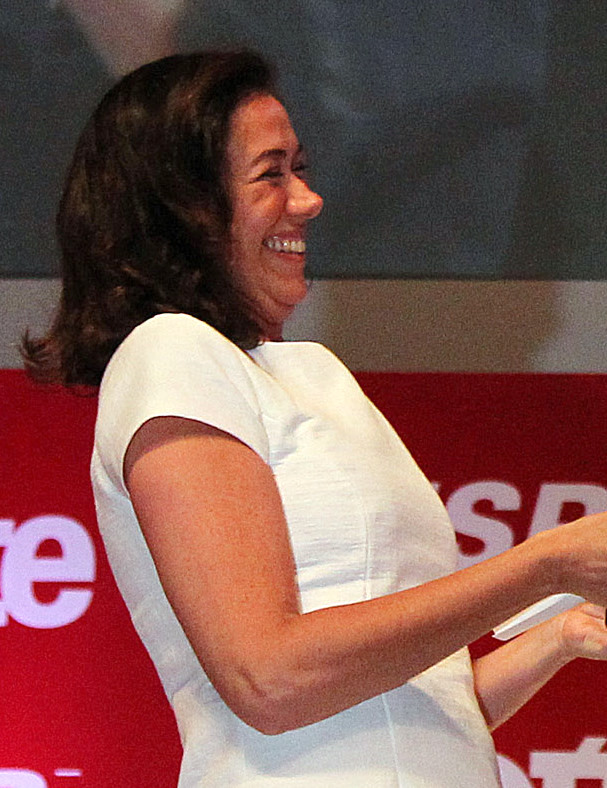
Lília Cabral venceu o Grande Otelo por Divã (2010).

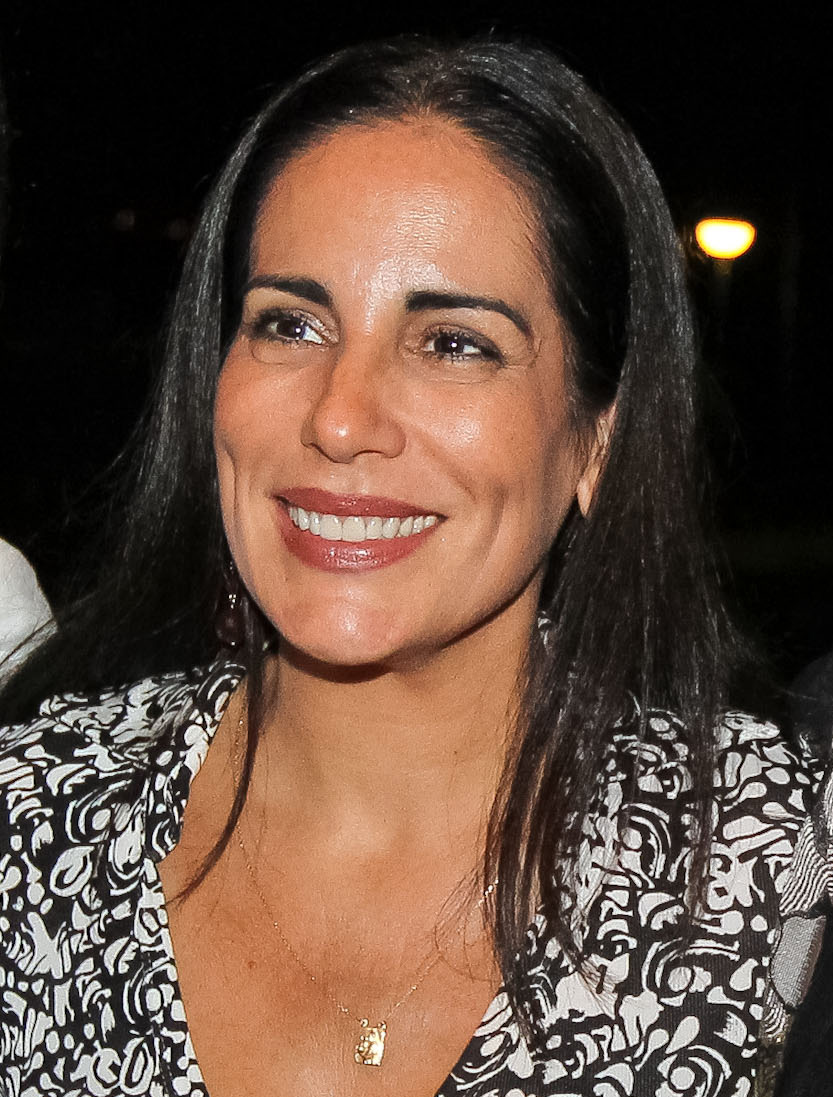
Glória Pires venceu duas vezes, por Lula, o Filho do Brasil (2011) e Flores Raras (2014).

| Ano         | Atriz                     | Papel                                                     | Filme                       |
| ----------- | ------------------------- | --------------------------------------------------------- | --------------------------- |
| 2000 (1.ª)  | Denise Fraga              | Helena                                                    | Por Trás do Pano            |
| 2000 (1.ª)  | Fernanda Torres           | Maria                                                     | O Primeiro Dia              |
| 2000 (1.ª)  | Fernanda Torres           | Irene                                                     | Traição                     |
| 2000 (1.ª)  | Júlia Lemmertz            | s/n                                                       | Um Copo de Cólera           |
| 2000 (1.ª)  | Marília Pera              | Donana                                                    | O Viajante                  |
| 2000 (1.ª)  | Maria Luísa Mendonça      | Ana                                                       | Coração Iluminado           |
| 2001 (2.ª)  | Regina Casé               | Darlene Lima Linhares                                     | Eu Tu Eles                  |
| 2001 (2.ª)  | Fernanda Torres           | Iara / Marilene                                           | Gêmeas                      |
| 2001 (2.ª)  | Myrian Muniz              | Francisca                                                 | Amélia                      |
| 2001 (2.ª)  | Denise Weinberg           | Idalina                                                   | Quase Nada                  |
| 2001 (2.ª)  | Laura Cardoso             | Selma                                                     | Através da Janela           |
| 2002 (3.ª)  | Juliana Carneiro da Cunha | A Mãe                                                     | Lavoura Arcaica             |
| 2002 (3.ª)  | Andréa Beltrão            | Regina                                                    | A Partilha                  |
| 2002 (3.ª)  | Dira Paes                 | Luzia                                                     | O Casamento de Louise       |
| 2002 (3.ª)  | Glória Pires              | Selma                                                     | A Partilha                  |
| 2002 (3.ª)  | Júlia Lemmertz            | Lourdinha Bittencourt                                     | Nélson Gonçalves            |
| 2003 (4.ª)  | Marcélia Cartaxo          | Laurita                                                   | Madame Satã                 |
| 2003 (4.ª)  | Débora Duboc              | Lena                                                      | Latitude Zero               |
| 2003 (4.ª)  | Júlia Lemmertz            | Maria Francisca                                           | As Três Marias              |
| 2003 (4.ª)  | Marieta Severo            | Filomena Capadócio                                        | As Três Marias              |
| 2003 (4.ª)  | Roberta Rodrigues         | Berenice                                                  | Cidade de Deus              |
| 2004 (5.ª)  | Débora Falabella          | Paco                                                      | 2 Perdidos numa Noite Suja  |
| 2004 (5.ª)  | Dira Paes                 | Kika                                                      | Amarelo Manga               |
| 2004 (5.ª)  | Leona Cavalli             | Lígia                                                     | Amarelo Manga               |
| 2004 (5.ª)  | Maria Luísa Mendonça      | Dalva                                                     | Carandiru                   |
| 2004 (5.ª)  | Simone Spoladore          | Oribela                                                   | Desmundo                    |
| 2005 (6.ª)  | Fernanda Montenegro       | Regina                                                    | O Outro Lado da Rua         |
| 2005 (6.ª)  | Camila Morgado            | Olga Benário Prestes                                      | Olga                        |
| 2005 (6.ª)  | Cleo Pires                | Ariela Masé                                               | Benjamim                    |
| 2005 (6.ª)  | Leona Cavalli             | Cláudia                                                   | Contra Todos                |
| 2005 (6.ª)  | Myriam Muniz              | Dona Eulália                                              | Nina                        |
| 2006 (7.ª)  | Alice Braga               | Karina                                                    | Cidade Baixa                |
| 2006 (7.ª)  | Fernanda Montenegro       | Dona Maria (1910-1919) / Áurea (1942-1969) / Maria (1969) | Casa de Areia               |
| 2006 (7.ª)  | Fernanda Torres           | Áurea (1910-1919) / Maria (1942)                          | Casa de Areia               |
| 2006 (7.ª)  | Dira Paes                 | Helena Camargo                                            | 2 Filhos de Francisco       |
| 2006 (7.ª)  | Glória Pires              | Helena                                                    | Se Eu Fosse Você            |
| 2006 (7.ª)  | Hermila Guedes            | Jovelina                                                  | Cinema, Aspirinas e Urubus  |
| 2006 (7.ª)  | Zezé Polessa              | Magali                                                    | Achados e Perdidos          |
| 2006 (7.ª)  | Zezeh Barbosa             | Maria                                                     | Bendito Fruto               |
| 2007        | Não houve premiação       | Não houve premiação                                       | Não houve premiação         |
| 2008 (8.ª)  | Hermila Guedes            | Hermila                                                   | O Céu de Suely              |
| 2008 (8.ª)  | Andréa Beltrão            | Gisele                                                    | Jogo de Cena                |
| 2008 (8.ª)  | Carla Ribas               | Alice                                                     | A Casa de Alice             |
| 2008 (8.ª)  | Dira Paes                 | Bela                                                      | Baixio das Bestas           |
| 2008 (8.ª)  | Patrícia Pillar           | Zuzu Angel                                                | Zuzu Angel                  |
| 2009 (9.ª)  | Leandra Leal              | Camila                                                    | Nome Próprio                |
| 2009 (9.ª)  | Cássia Kis Magro          | Marici                                                    | Chega de Saudade            |
| 2009 (9.ª)  | Cláudia Abreu             | Glória                                                    | Os Desafinados              |
| 2009 (9.ª)  | Darlene Glória            | Mércia                                                    | Feliz Natal                 |
| 2009 (9.ª)  | Sandra Corveloni          | Cleusa                                                    | Linha de Passe              |
| 2010 (10.ª) | Lília Cabral              | Mercedes Cunha Ribeiro                                    | Divã                        |
| 2010 (10.ª) | Andréa Beltrão            | Verônica                                                  | Verônica                    |
| 2010 (10.ª) | Débora Bloch              | Clarice                                                   | À Deriva                    |
| 2010 (10.ª) | Glória Pires              | Baby                                                      | É Proibido Fumar            |
| 2010 (10.ª) | Glória Pires              | Helena / Cláudio                                          | Se Eu Fosse Você 2          |
| 2011 (11.ª) | Glória Pires              | Eurídice Ferreira de Melo (Dona Lindu)                    | Lula, o Filho do Brasil     |
| 2011 (11.ª) | Alice Braga               | Elaine                                                    | Cabeça a Prêmio             |
| 2011 (11.ª) | Ingrid Guimarães          | Alice Segretto                                            | De Pernas pro Ar            |
| 2011 (11.ª) | Marieta Severo            | Manuela                                                   | Quincas Berro D'Água        |
| 2011 (11.ª) | Christiane Torloni        | Glória                                                    | Chico Xavier                |
| 2012 (12.ª) | Deborah Secco             | Raquel Pacheco / Bruna Surfistinha                        | Bruna Surfistinha           |
| 2012 (12.ª) | Débora Falabella          | Manuela                                                   | Meu País                    |
| 2012 (12.ª) | Leandra Leal              | Carmem                                                    | Estamos Juntos              |
| 2012 (12.ª) | Aline Moraes              | Helena                                                    | O Homem do Futuro           |
| 2012 (12.ª) | Simone Spoladore          | Elvis                                                     | Elvis & Madonna             |
| 2013 (13.ª) | Dira Paes                 | Rosa                                                      | À Beira do Caminho          |
| 2013 (13.ª) | Nanda Costa               | Eneida                                                    | Febre do Rato               |
| 2013 (13.ª) | Hermila Guedes            | Verônica                                                  | Era uma vez eu, Verônica    |
| 2013 (13.ª) | Alessandra Negrini        | Júlia                                                     | 2 Coelhos                   |
| 2013 (13.ª) | Simone Spoladore          | Clarice                                                   | Sudoeste                    |
| 2014 (14.ª) | Glória Pires              | Lota de Macedo Soares                                     | Flores Raras                |
| 2014 (14.ª) | Sophie Charlotte          | Tereza                                                    | Serra Pelada                |
| 2014 (14.ª) | Leandra Leal              | Zoe                                                       | Mato sem Cachorro           |
| 2014 (14.ª) | Fernanda Montenegro       | Bibiana Terra Cambará                                     | O Tempo e o Vento           |
| 2014 (14.ª) | Isis Valverde             | Maria Lúcia                                               | Faroeste Caboclo            |
| 2015 (15.ª) | Leandra Leal              | Rosa Maria Correia                                        | O Lobo Atrás da Porta       |
| 2015 (15.ª) | Bianca Comparato          | Irmã Dulce                                                | Irmã Dulce                  |
| 2015 (15.ª) | Drica Moraes              | Alzira Vargas                                             | Getúlio                     |
| 2015 (15.ª) | Fabiula Nascimento        | Sylvia                                                    | O Lobo Atrás da Porta       |
| 2015 (15.ª) | Deborah Secco             | Judith                                                    | Boa Sorte                   |
| 2016 (16.ª) | Regina Casé               | Val                                                       | Que Horas Ela Volta?        |
| 2016 (16.ª) | Andréa Beltrão            | Vivi Sampaio                                              | Chatô - O Rei do Brasil     |
| 2016 (16.ª) | Alice Braga               | Eva                                                       | Muitos Homens Num Só        |
| 2016 (16.ª) | Marcélia Cartaxo          | Querência                                                 | A História da Eternidade    |
| 2016 (16.ª) | Fernanda Montenegro       | Dona Mocinha                                              | Infância                    |
| 2016 (16.ª) | Dira Paes                 | Florita                                                   | Órfãos do Eldorado          |
| 2017 (17.ª) | Andreia Horta             | Elis Regina                                               | Elis                        |
| 2017 (17.ª) | Sônia Braga               | Clara                                                     | Aquarius                    |
| 2017 (17.ª) | Sophie Charlotte          | Severina                                                  | Reza a Lenda                |
| 2017 (17.ª) | Adriana Esteves           | Dilza                                                     | Mundo Cão                   |
| 2017 (17.ª) | Julia Lemmertz            | Heloísa                                                   | Pequeno Segredo             |
| 2017 (17.ª) | Glória Pires              | Nise da Silveira                                          | Nise: O Coração da Loucura  |
| 2018 (18.ª) | Maria Ribeiro             | Rosa                                                      | Como Nossos Pais            |
| 2018 (18.ª) | Caroline Abras            | Cris                                                      | Gabriel e a Montanha        |
| 2018 (18.ª) | Marjorie Estiano          | Emília                                                    | Entre Irmãs                 |
| 2018 (18.ª) | Carolina Ferraz           | Glória                                                    | A Glória e a Graça          |
| 2018 (18.ª) | Leandra Leal              | Lúcia                                                     | Bingo: O Rei das Manhãs     |
| 2018 (18.ª) | Dira Paes                 | Toninha                                                   | Redemoinho                  |
| 2019 (19.ª) | Karine Teles              | Irene                                                     | Benzinho                    |
| 2019 (19.ª) | Adriana Esteves           | Maria                                                     | Canastra Suja               |
| 2019 (19.ª) | Débora Falabella          | Selminha                                                  | O Beijo no Asfalto          |
| 2019 (19.ª) | Grace Passô               | Glória                                                    | Praça Paris                 |
| 2019 (19.ª) | Marjorie Estiano          | Ana                                                       | As Boas Maneiras            |
| 2020 (20.ª) | Andrea Beltrão            | Hebe Camargo                                              | Hebe: A Estrela do Brasil   |
| 2020 (20.ª) | Bárbara Colen             | Tereza                                                    | Bacurau                     |
| 2020 (20.ª) | Carol Duarte              | Euridice                                                  | A Vida Invisível            |
| 2020 (20.ª) | Julia Stockler            | Guida                                                     | A Vida Invisível            |
| 2020 (20.ª) | Dira Paes                 | Joana                                                     | Divino Amor                 |
| 2021 (21.ª) | Marcélia Cartaxo          | Pacarrete                                                 | Pacarrete                   |
| 2021 (21.ª) | Andréa Beltrão            | Frederica                                                 | Verlust                     |
| 2021 (21.ª) | Lorena Comparato          | Celeste                                                   | Boca de Ouro                |
| 2021 (21.ª) | Malu Mader                | Guigui                                                    | Boca de Ouro                |
| 2021 (21.ª) | Regina Casé               | Madalena dos Santos Marins (Madá)                         | Três Verões                 |
| 2022 (21.ª) | Dira Paes                 | Rita                                                      | Veneza                      |
| 2022 (21.ª) | Adriana Esteves           | Clara                                                     | Marighella                  |
| 2022 (21.ª) | Andréia Horta             | Mariana                                                   | O Jardim Secreto de Mariana |
| 2022 (21.ª) | Débora Falabella          | Dani                                                      | Depois a Louca Sou Eu       |
| 2022 (21.ª) | Marieta Severo            | Ada                                                       | Noites de Alface            |
| 2023 (22.ª) | Dira Paes                 | Dona Pureza Lopes Loyola                                  | Pureza                      |
| 2023 (22.ª) | Alice Braga               | Mônica Queiroz                                            | Eduardo e Mônica            |
| 2023 (22.ª) | Andréa Beltrão            | Bia                                                       | Ela e Eu                    |
| 2023 (22.ª) | Kika Sena                 | Paloma                                                    | Paloma                      |
| 2023 (22.ª) | Marcélia Cartaxo          | Maria                                                     | A Mãe                       |
| 2024 (23.ª) | Vera Holtz                | Virgínia                                                  | Tia Virgínia                |
| 2024 (23.ª) | Bárbara Paz               | Isis                                                      | A Porta Ao Lado             |
| 2024 (23.ª) | Débora Falabella          | Ana                                                       | Bem-Vinda, Violeta          |
| 2024 (23.ª) | Drica Moraes              | Pérola                                                    | Pérola                      |
| 2024 (23.ª) | Maeve Jinkings            | Suellen                                                   | Pedágio                     |
| 2025 (24.ª) | Fernanda Torres           | Eunice Paiva                                              | Ainda Estou Aqui            |
| 2025 (24.ª) | Andréa Beltrão            | Marta                                                     | Avenida Beira-Mar           |
| 2025 (24.ª) | Dira Paes                 | Irene                                                     | Pasárgada                   |
| 2025 (24.ª) | Grace Passô               | Luisa                                                     | O Dia Que Te Conheci        |
| 2025 (24.ª) | Yara de Novaes            | Malu                                                      | Malu                        |

## Múltiplas vitórias e indicações

### Mais vitórias
| Prêmios | Atriz            | Filme                   | Ano  |
| ------- | ---------------- | ----------------------- | ---- |
| 3       | Dira Paes        | À Beira do Caminho      | 2013 |
| 3       | Dira Paes        | Veneza                  | 2022 |
| 3       | Dira Paes        | Pureza                  | 2023 |
| 2       | Glória Pires     | Lula, o Filho do Brasil | 2011 |
| 2       | Glória Pires     | Flores Raras            | 2014 |
| 2       | Leandra Leal     | Nome Próprio            | 2009 |
| 2       | Leandra Leal     | O Lobo Atrás da Porta   | 2015 |
| 2       | Marcélia Cartaxo | Madame Satã             | 2003 |
| 2       | Marcélia Cartaxo | Pacarrete               | 2021 |
| 2       | Regina Casé      | Eu, Tu, Eles            | 2001 |
| 2       | Regina Casé      | Que Horas Ela Volta?    | 2016 |

### Mais nomeações
(filmes em negrito indicam que a atriz venceu a categoria)
| Indicações | Atriz                | Filme                      | Ano  |
| ---------- | -------------------- | -------------------------- | ---- |
| 11         | Dira Paes            | O Casamento de Louise      | 2002 |
| 11         | Dira Paes            | Amarelo Manga              | 2004 |
| 11         | Dira Paes            | 2 Filhos de Francisco      | 2006 |
| 11         | Dira Paes            | Baixio das Bestas          | 2007 |
| 11         | Dira Paes            | À Beira do Caminho         | 2013 |
| 11         | Dira Paes            | Órfãos do Eldorado         | 2016 |
| 11         | Dira Paes            | Redemoinho                 | 2018 |
| 11         | Dira Paes            | Divino Amor                | 2020 |
| 11         | Dira Paes            | Veneza                     | 2022 |
| 11         | Dira Paes            | Pureza                     | 2023 |
| 11         | Dira Paes            | Pasárgada                  | 2025 |
| 8          | Andréa Beltrão       | A Partilha                 | 2002 |
| 8          | Andréa Beltrão       | Jogo de Cena               | 2007 |
| 8          | Andréa Beltrão       | Verônica                   | 2010 |
| 8          | Andréa Beltrão       | Chatô, o Rei do Brasil     | 2016 |
| 8          | Andréa Beltrão       | Hebe: A Estrela do Brasil  | 2020 |
| 8          | Andréa Beltrão       | Verlust                    | 2021 |
| 8          | Andréa Beltrão       | Ela e Eu                   | 2023 |
| 8          | Andréa Beltrão       | Avenida Beira-Mar          | 2025 |
| 7          | Glória Pires         | A Partilha                 | 2002 |
| 7          | Glória Pires         | Se Eu Fosse Você           | 2006 |
| 7          | Glória Pires         | Se Eu Fosse Você 2         | 2010 |
| 7          | Glória Pires         | É Proibido Fumar           | 2010 |
| 7          | Glória Pires         | Lula, o Filho do Brasil    | 2011 |
| 7          | Glória Pires         | Flores Raras               | 2014 |
| 7          | Glória Pires         | Nise: O Coração da Loucura | 2017 |
| 5          | Leandra Leal         | Nome Próprio               | 2009 |
| 5          | Leandra Leal         | Estamos Juntos             | 2012 |
| 5          | Leandra Leal         | Mato sem Cachorro          | 2014 |
| 5          | Leandra Leal         | O Lobo Atrás da Porta      | 2015 |
| 5          | Leandra Leal         | Bingo: O Rei das Manhãs    | 2018 |
| 5          | Débora Falabella     | 2 Perdidos numa Noite Suja | 2004 |
| 5          | Débora Falabella     | Meu País                   | 2012 |
| 5          | Débora Falabella     | O Beijo no Asfalto         | 2019 |
| 5          | Débora Falabella     | Depois a Louca sou Eu      | 2022 |
| 5          | Débora Falabella     | 'Bem-Vinda, Violeta'       | 2024 |
| 5          | Fernanda Torres      | Traição                    | 2000 |
| 5          | Fernanda Torres      | O Primeiro Dia             | 2000 |
| 5          | Fernanda Torres      | Gêmeas                     | 2001 |
| 5          | Fernanda Torres      | Casa de Areia              | 2006 |
| 5          | Fernanda Torres      | Ainda Estou Aqui           | 2025 |
| 4          | Alice Braga          | Cidade Baixa               | 2006 |
| 4          | Alice Braga          | Cabeça a Prêmio            | 2011 |
| 4          | Alice Braga          | Muitos Homens Num Só       | 2016 |
| 4          | Alice Braga          | Eduardo e Mônica           | 2023 |
| 4          | Fernanda Montenegro  | O Outro Lado da Rua        | 2005 |
| 4          | Fernanda Montenegro  | Casa de Areia              | 2006 |
| 4          | Fernanda Montenegro  | O Tempo e o Vento          | 2014 |
| 4          | Fernanda Montenegro  | Infância                   | 2016 |
| 4          | Júlia Lemmertz       | Um Copo de Cólera          | 2000 |
| 4          | Júlia Lemmertz       | Nelson Gonçalves           | 2002 |
| 4          | Júlia Lemmertz       | As Três Marias             | 2003 |
| 4          | Júlia Lemmertz       | Pequeno Segredo            | 2017 |
| 4          | Marcélia Cartaxo     | Madame Satã                | 2003 |
| 4          | Marcélia Cartaxo     | A História da Eternidade   | 2016 |
| 4          | Marcélia Cartaxo     | Pacarrete                  | 2021 |
| 4          | Marcélia Cartaxo     | A Mãe                      | 2023 |
| 3          | Adriana Esteves      | Mundo Cão                  | 2017 |
| 3          | Adriana Esteves      | Canastra Suja              | 2019 |
| 3          | Adriana Esteves      | Marighella                 | 2022 |
| 3          | Hermila Guedes       | Cinema, Aspirinas e Urubus | 2006 |
| 3          | Hermila Guedes       | O Céu de Suely             | 2007 |
| 3          | Hermila Guedes       | Era uma vez Eu, Verônica   | 2013 |
| 3          | Marieta Severo       | As Três Marias             | 2003 |
| 3          | Marieta Severo       | Quincas Berro D'Água       | 2011 |
| 3          | Marieta Severo       | Noites de Alface           | 2022 |
| 3          | Regina Casé          | Eu, Tu, Eles               | 2001 |
| 3          | Regina Casé          | Que Horas Ela Volta?       | 2016 |
| 3          | Regina Casé          | Três Verões                | 2021 |
| 3          | Simone Spoladore     | Desmundo                   | 2004 |
| 3          | Simone Spoladore     | Elvis & Madona             | 2012 |
| 3          | Simone Spoladore     | Sudoeste                   | 2013 |
| 2          | Deborah Secco        | Bruna Surfistinha          | 2012 |
| 2          | Deborah Secco        | Boa Sorte                  | 2015 |
| 2          | Leona Cavalli        | Amarelo Manga              | 2004 |
| 2          | Leona Cavalli        | Contra Todos               | 2005 |
| 2          | Maria Luísa Mendonça | Coração Iluminado          | 2000 |
| 2          | Maria Luísa Mendonça | Carandiru                  | 2004 |
| 2          | Marjorie Estiano     | Entre Irmãs                | 2018 |
| 2          | Marjorie Estiano     | As Boas Maneiras           | 2019 |
| 2          | Myrian Muniz         | Amélia                     | 2001 |
| 2          | Myrian Muniz         | Nina                       | 2005 |
| 2          | Sophie Charlotte     | Serra Pelada               | 2014 |
| 2          | Sophie Charlotte     | Reza a Lenda               | 2017 |
| 2          | Drica Moraes         | Getúlio                    | 2015 |
| 2          | Drica Moraes         | Pérola                     | 2024 |
| 2          | Grace Passô          | Praça Paris                | 2019 |
| 2          | Grace Passô          | O Dia Que Te Conheci       | 2025 |

| Sub-categoria                                            | Melhor Atriz | Melhor Atriz |
| -------------------------------------------------------- | --- | ------------ |
| Atrizes com mais indicações sem nunca ter ganhado prêmio | Fernanda Torres (4), Júlia Lemmertz (4), Hermila Guedes (3) Marieta Severo (3), Simone Spoladore (3) Leona Cavalli (2), Maria Luísa Mendonça (2), Marjorie Estiano (2), Myrian Muniz (2), Sophie Charlotte (2) |              |
| Atriz que recebeu o prêmio em um período curto           | Dira Paes por Veneza (2022) e Pureza (2023), 1 ano |              |
| Atriz que recebeu o prêmio em um período longo           | Marcélia Cartaxo por Madame Satã (2003) e Pacarrete (2021), 13 anos de diferença |              |
| Atriz mais jovem a ganhar                                | Alice Braga aos 23 anos por Cidade Baixa (2006) |              |
| Atriz mais jovem a ser indicada                          | Roberta Rodrigues aos 21 anos por Cidade de Deus (2003) |              |
| Atriz mais velha a ganhar                                | Fernanda Montenegro ao 76 anos por O Outro Lado da Rua (2005) |              |
| Atriz mais velha a ser indicada                          | Fernanda Montenegro aos 87 anos por Infância (2016) |              |